# Soxhletové

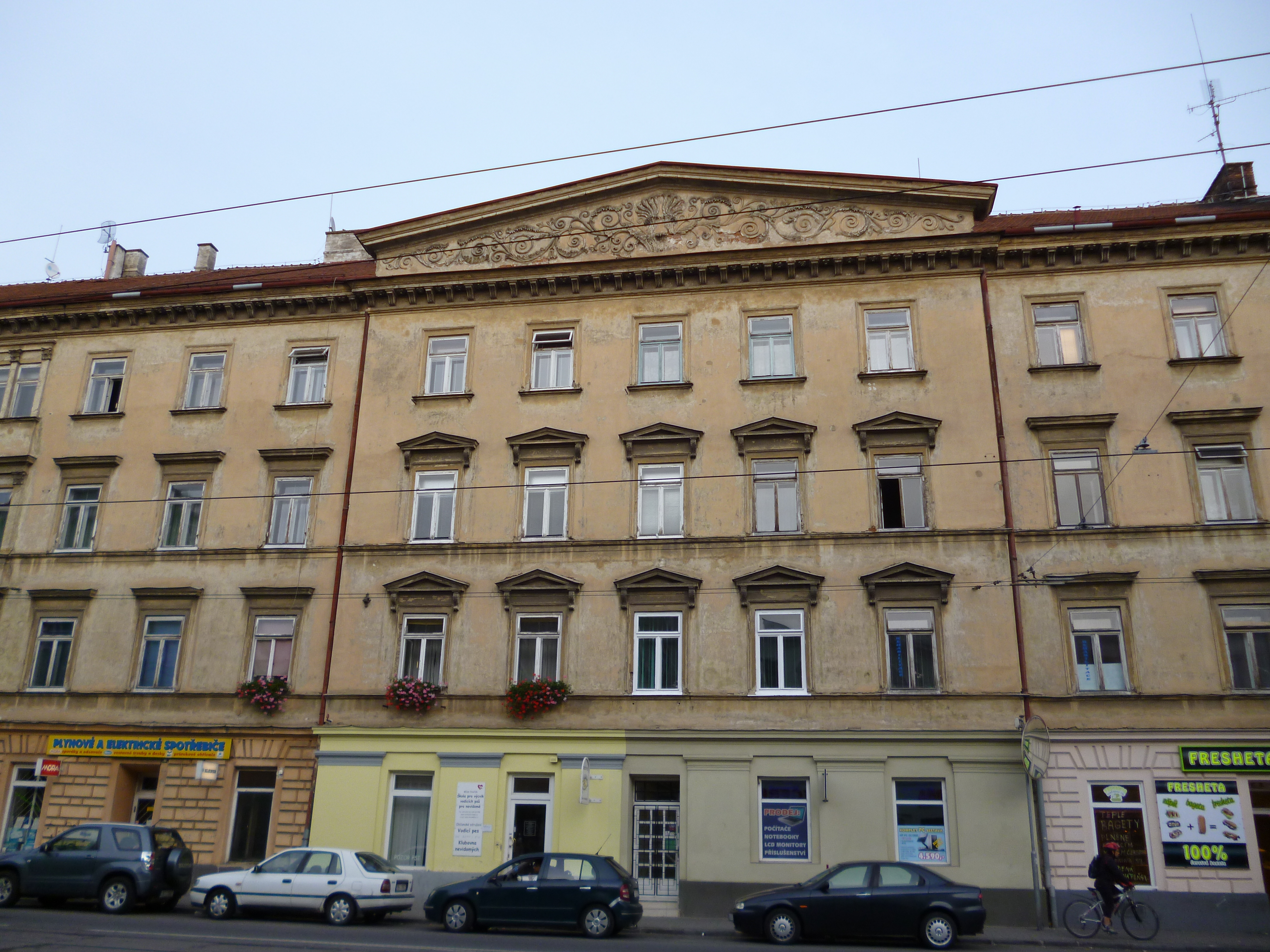
Bývalá obytná a správní budova Soxhletovy firmy na brněnském Cejlu č. 68 (2012)

Dvě generace valonské rodiny Soxhletů měly v 19. století značný podíl na rozvoji vlnařského průmyslu v Brně.
Hubert Soxhlet (1772-1836), byl povoláním přadlácký mistr původem z německého Monschau. V belgickém Lutychu byl majitelem malé vlnařské manufaktury, v blízkém Dalhenu se oženil s Valonkou Anne Barbe Dubois (1766-1833), se kterou měl čtyři děti. V roce 1823 přišel i s rodinou do Brna, zde pronajal část bývalé Köffillerovy manufaktury a zřídil v ní přádelnu mykané vlny (s dopřádacími stroji spinning jenny poháněnými zpočátku koňským spřežením).
V roce 1834 koupil pozemek a dům v brněnských Zábrdovicích (Cejl č. 68), kde zbudoval přádelnu vybavenou zčásti moderními stroji (spinning mule) poháněnými parním strojem.
Do vedení firmy zapojil hned od začátku syny Felixe (1804- 1855) a Eugena (1808-1851), kteří pokračovali v úspěšném podnikání po jeho smrti v roce 1836.
Přádelna se do 50. let 19. století rozrostla na 32 000 vřeten. S roční výrobou mykaných přízí v jemnostech 20-200 tex z cca 2 500 tun ovčí vlny (asi 30 % z celkové výroby cca 30 tehdejších brněnských přádelen) v ní zaměstnávali Soxhletové až 1000 lidí. Někteří historikové považují Soxhletovu přádelnu v té době za největší a nejvýkonnější továrnu tohoto druhu na evropském kontinentě.
Felix Soxhlet vedl firmu po smrti bratra Eugena dál jako k. k. priv. Schafwoll-Feinspinnerei-Fabrik des Herrn Felix Soxhlet a mimo toho zastával důležité funkce v hospodářství i v politice. Byl např. ředitelem Brněnsko-rosické železnice, ředitelem brněnské bankovní filiálky Escompte-Anstalt, členem městské rady aj. Ale když v roce 1855 zemřel, nebyli v rodině žádní mužští potomci. Podnik se dostal do značných finančních potíží a majetek firmy převzali do správy věřitelé, od kterých ho v roce 1858 odkoupil podnikatel Josef Teuber za 275 000 zlatých. 